# Palazzo Magaudda
Il  Palazzo Magaudda è un esempio di edificio nello stile dell'eclettismo-liberty messinese, progettato dall'architetto genovese Gino Coppedè. Si trova a testata della via C. Battisti di fianco alla chiesa dei Catalani, nella città di Messina.
Il palazzo rimane tra le opere meglio conservate di Gino Coppedè. Presenta decorazioni in cassaforma di cemento e disegni a graffito policromo, notevoli i fregi e le decorazioni.

## Galleria d'immagini

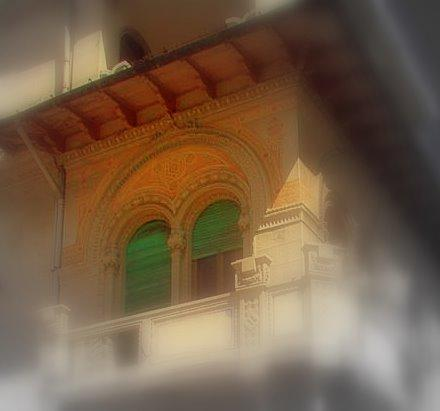
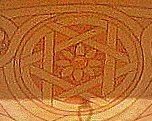